# Luis Aguiar
Luís Bernando Aguiar Burgos (ur. 17 listopada 1985 w Mercedes) – urugwajski piłkarz występujący na pozycji ofensywnego pomocnika.

## Kariera klubowa
Luís Aguiar zawodową karierę rozpoczynał w 2003 roku w Liverpoolu Montevideo. Razem z nim występował w rozgrywkach Primera División Uruguaya, jednak nie odnosił w nich żadnych sukcesów. W 2006 roku Aguiar przebywał na wypożyczeniu w Universidad Concepción, a następnie powrócił do Montevideo. Dla Liverpoolu piłkarz rozegrał łącznie 47 ligowych pojedynków.
W 2007 roku Aguiar wyjechał do Portugalii, gdzie podpisał kontrakt z FC Porto. Nie mieścił się jednak w kadrze pierwszego zespołu i działacze Porto zdecydowali się wypożyczyć go do Estreli Amadora. 16 września podczas przegranego 0:2 pojedynku ze Sportingiem zawodnik zadebiutował w rozgrywkach BWIN Liga. Po rozegraniu siedmiu spotkań dla Estreli Aguiar został wypożyczony do innego pierwszoligowca – Académiki Coimbra. 11 kwietnia 2008 roku strzelił dla niej bramkę w zwycięskim 3:0 ligowym meczu przeciwko Benfice Lizbona.
Po zakończeniu rozgrywek, w lipcu 2008 roku włodarze FC Porto sprzedali Aguiara do Sportingu Braga. W dwumeczu rundy eliminacyjnej z klubem Zrinjski Mostar piłkarz zadebiutował w Pucharze UEFA. W sezonie 2008/2009 Braga dotarła w nim do 1/8 finału, w którym została wyeliminowana przez Paris Saint-Germain. Aguiar w Pucharze UEFA zdobył 6 bramek, co dało mu czwarte miejsce w klasyfikacji najlepszych strzelców rozgrywek ex aequo z Diego, Mario Gómezem i Péguy Luyindulą. W lidze Braga uplasowała się na piątej pozycji i zapewniła sobie awans do trzeciej rundy eliminacyjnej rozgrywek Ligi Europy.
Latem 2009 roku Aguiar przeniósł się do rosyjskiego Dinamo Moskwa. Kwota transferu wyniosła 2,5 miliona euro. W sezonie 2009 strzelił dla niego 2 bramki – 1 w meczu z FK Chimki (2:0) i 1 w spotkaniu przeciwko Saturnowi Ramienskoje (1:0). Po półrocznym pobycie w Rosji powrócił do Portugalii i został ponownie graczem SC Braga. W 2011 roku grał też w CA Peñarol, a następnie odszedł do portugalskiego Sportingu CP. Stamtąd był wypożyczony do Peñarolu. Potem grał w argentyńskim San Lorenzo, ponownie w Peñarolu oraz w brazylijskiej Vitórii, a w 2016 roku został zawodnikiem portugalskiej Bragi.

## Kariera reprezentacyjna
Aguiar jest byłym reprezentantem Urugwaju do lat 20.